# Paradistichodus dimidiatus
Paradistichodus dimidiatus är en fiskart som först beskrevs av Pellegrin, 1904.  Paradistichodus dimidiatus ingår i släktet Paradistichodus och familjen Distichodontidae. IUCN kategoriserar arten globalt som livskraftig. Inga underarter finns listade i Catalogue of Life.